# Manchester United Football Club 1974-1975
Questa voce raccoglie le informazioni riguardanti il Manchester United Football Club nelle competizioni ufficiali della stagione 1974-1975

## Stagione
Cedendo alcuni dei giocatori della vecchia guardia (tra cui Brian Kidd e George Best) e facendo leva sui giovani, Docherty condusse il Manchester United verso una promozione immediata in First Division, ottenuta vincendo la seconda divisione. Poco degno di nota fu il cammino della squadra in FA Cup, interrottosi al terzo turno a causa di una sconfitta contro il Walsall.

## Maglie e sponsor
Vengono confermate le divise introdotte nella stagione 1972-73.
| Manica sinistra · Manica sinistra · Maglietta · Maglietta · Manica destra · Manica destra · Pantaloncini · Calzettoni |

## Rosa
| N. |                             | Ruolo | Calciatore       |
| -- | --------------------------- | ----- | ---------------- |
| -  | Inghilterra (bandiera)      | P     | Alex Stepney     |
| -  | Irlanda (bandiera)          | P     | Paddy Roche      |
| -  | Scozia (bandiera)           | D     | Martin Buchan    |
| -  | Scozia (bandiera)           | D     | Stewart Houston  |
| -  | Scozia (bandiera)           | D     | Alex Forsyth     |
| -  | Scozia (bandiera)           | D     | Arthur Albiston  |
| -  | Irlanda del Nord (bandiera) | D     | Jimmy Nicholl    |
| -  | Scozia (bandiera)           | D     | Jim Holton       |
| -  | Inghilterra (bandiera)      | D     | Tony Young       |
| -  | Inghilterra (bandiera)      | D     | Steven James     |
| -  | Inghilterra (bandiera)      | D     | Arnie Sidebottom |
| -  | Scozia (bandiera)           | C     | George Graham    |

| N. |                             | Ruolo | Calciatore      |
| -- | --------------------------- | ----- | --------------- |
| -  | Irlanda (bandiera)          | C     | Mick Martin     |
| -  | Irlanda del Nord (bandiera) | C     | David McCreery  |
| -  | Scozia (bandiera)           | C     | Lou Macari      |
| -  | Scozia (bandiera)           | C     | Jim McCalliog   |
| -  | Inghilterra (bandiera)      | C     | Brian Greenhoff |
| -  | Irlanda (bandiera)          | C     | Gerry Daly      |
| -  | Inghilterra (bandiera)      | C     | Steve Coppell   |
| -  | Irlanda del Nord (bandiera) | C     | Sammy McIlroy   |
| -  | Inghilterra (bandiera)      | A     | Stuart Pearson  |
| -  | Scozia (bandiera)           | A     | Willie Morgan   |
| -  | Inghilterra (bandiera)      | A     | Tommy Baldwin   |
| -  | Galles (bandiera)           | A     | Ron Davies      |

## Statistiche

### Statistiche di squadra
| Competizione    | Punti | Totale | Totale | Totale | Totale | Totale | Totale | DR |
| Competizione    | Punti | G      | V      | N      | P      | Gf     | Gs     | DR |
| --------------- | ----- | ------ | ------ | ------ | ------ | ------ | ------ | -- |
| Second Division | 61    | 42     | 26     | 9      | 7      | 66     | -59    |    |
| FA Cup          | -     | 2      | 0      | 1      | 1      | 2      | 3      | -1 |
| Totale          |       | 44     | 26     | 10     | 8      | 69     | -61    |    |